# Нака (приток Аракавы)
Нака (яп. 中川 накагава) — река в Восточной Японии, на территории равнины Канто. Длина — 81 км. Площадь бассейна — 987 км². Протекает на востоке префектур Сайтама и Токио и впадает в Аракаву, незадолго до впадения той в Токийский залив. На части русла, расположенной у устья, сооружён дренажный канал, идущий параллельно реке Аракава. В районе города Ханю определено разделение течения на нижнее и верхнее. Воды реки используются в сельскохозяйственных и промышленных целях.
Основной приток — река Аясэ.